# Astrée (mythologie)
Pour les articles homonymes, voir Astrée.
Dans la mythologie grecque, Astrée ou Astraia (en grec ancien Ἀστραία / Astraía, en latin Astraea) est une divinité allégorique de la Justice et l'origine de la constellation de la Vierge. Selon les versions, elle est la fille de Zeus et Thémis ou d'Astréos et d'Éos.

## Étymologie
Le nom Ἀστραία / Astraía dérive de ἀστήρ / astḗr (« étoile ») et signifie « étoilée ».

## Mythes

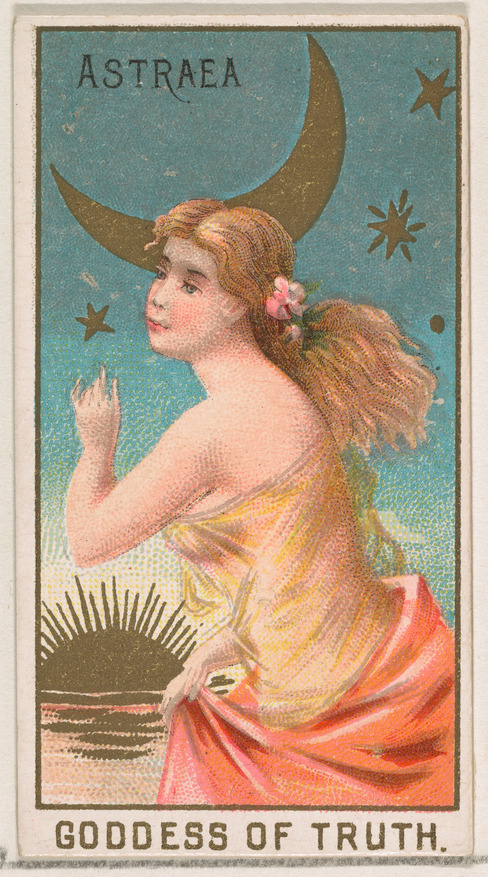
Astraea, Goddess of the Truth, estampe produite par la William S. Kimball & Company, 1889 (Metropolitan Museum of Art).

Astrée est souvent identifiée à Dicé, déesse de la Justice, ou à Némésis (le Châtiment divin).

### Constellation de la Vierge
Astrée, personnification de la Justice, est la dernière des immortelles à vivre parmi les humains durant l'Âge d'or. Quand l'humanité est devenue corrompue à l'Âge du fer, elle quitta la Terre et Zeus la plaça dans le Ciel sous la forme de la constellation de la Vierge, tandis que la Balance de la Justice (son principal attribut) devint la constellation de la Balance.

### L'aster, fleur d'Astrée
Deux mythes donnent Astrée comme étant à l'origine des asters. 
Quand Zeus, las des guerres et disputes des mortels, déclencha le Déluge, cela bouleversa tant Astrée qu'elle quitta la terre pour devenir la constellation de la Vierge. En voyant du ciel la destruction, alors que les eaux de crue se retiraient, elle pleura la perte de tant de vies. Ces larmes, en tombant à terre, se transformèrent en la belle fleur d'aster.
Une autre légende dit que les asters se sont formés lorsqu'Astrée a dispersé de la poussière d'étoiles sur la Terre. Partout où la poussière d'étoiles se posa, des fleurs d'aster fleurirent.

## Réception

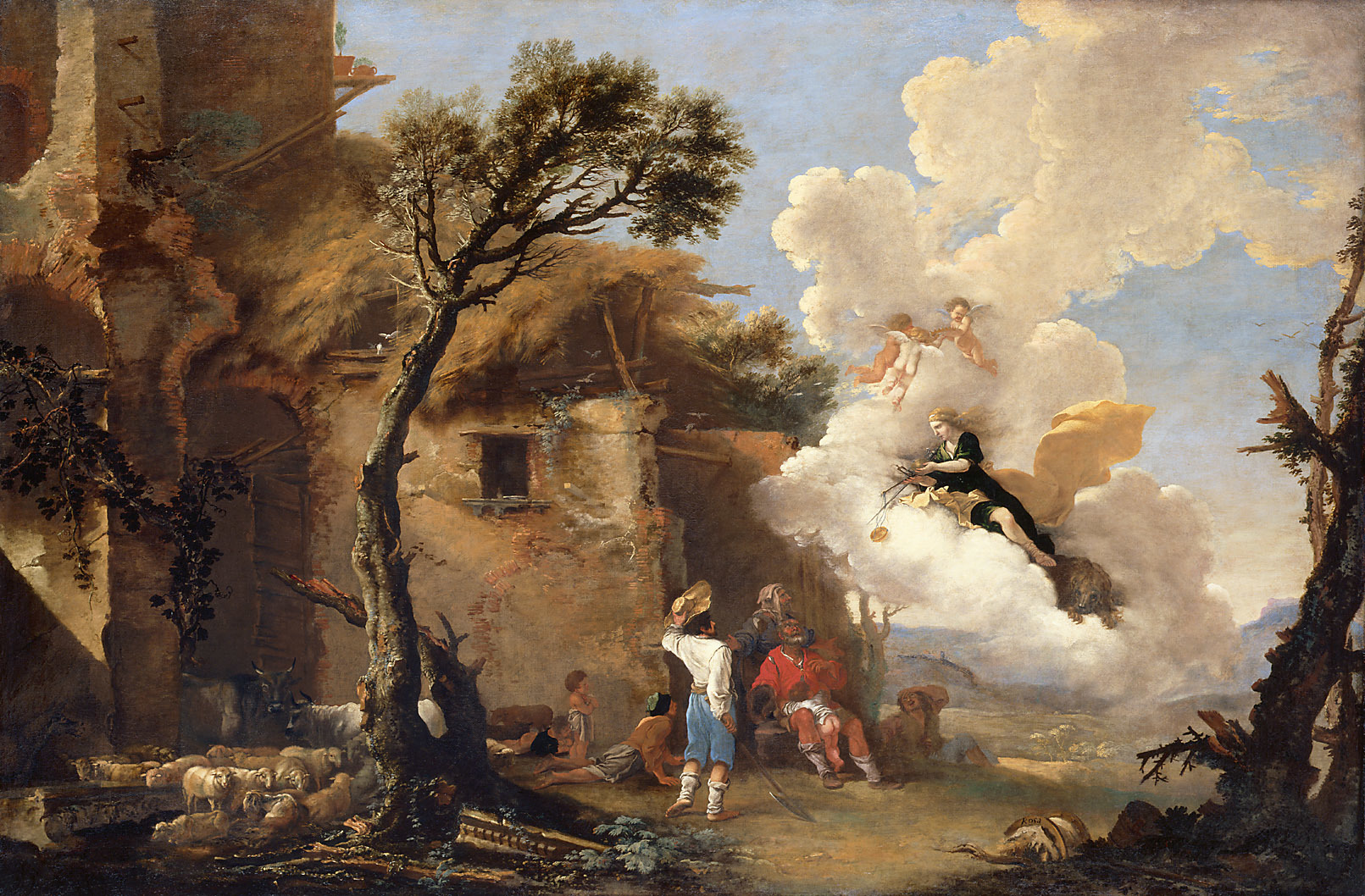
Astrée quittant les bergers, par Salvator Rosa (milieu du XVII).

« Il est venu, le dernier âge prédit par l'oracle de Cumes : Voici que se renoue et recommence la grande chaîne des siècles. Déjà reparait la vierge Astrée et revient le règne de Saturne. Déjà descend des cieux une race nouvelle. »

— Virgile, Bucoliques, IVe églogue. (traduction G. Hinstin, éd. Lemerre, 1896, p. 38

« La piété est vaincue, foulée aux pieds; loin de cette terre trempée de sang se retire, la dernière, après tous les immortels, la vierge Astrée. »

— Ovide, Les Métamorphoses, Livre I, traduction Georges Lafaye, Les Belles Lettres, 1999, p. 12

« Le noir démon des combats
Va quitter cette contrée ;
Nous reverrons ici-bas
Régner la déesse Astrée. »

— Jean de la Fontaine, Ode de la paix

### Sources antiques
- Aratos, Les Phénomènes et les Prognostics (vers 96).
- Ératosthène, Catalogue astronomique (IX).
- Hésiode, Les Travaux et les Jours [détail des éditions] [lire en ligne] (vers 197).
- Hygin, Astronomie [détail des éditions] [(la) lire en ligne] (II, 25).
- Nonnos de Panopolis, Dionysiaques [détail des éditions] [lire en ligne] (XLI, 212 & 263).
- Ovide, Métamorphoses [détail des éditions] [lire en ligne] (I, 149-150).
- Stace, Silves [détail des éditions] (I, 4, 2).
- Valerius Flaccus, Argonautiques [détail des éditions] [lire en ligne] (II, 356).